# Communauté de communes Rhône Crussol
Die Communauté de communes Rhône Crussol (französisch) ist ein französischer Gemeindeverband mit Rechtsform einer Communauté de communes im Département Ardèche, dessen Verwaltungssitz sich in dem Ort Guilherand-Granges befindet. Er liegt am Ufer der Rhone genau gegenüber von Valence. Sein Name bezieht sich auf den mittelalterlichen Herrschaftssitz Crussol, zu dem die Ländereien der heutigen Mitgliedsgemeinden gehörten. Der Gemeindeverband besteht aus 13 Gemeinden und zählt 34.874 Einwohner (Stand 2022) auf einer Fläche von 200,02 km². Präsident des Gemeindeverbandes ist Mathieu Darnaud.

## Geschichte
Der heutige Gemeindeverband entstand am 1. Januar 2014 aus dem schrittweisen Zusammenschluss mehrerer Vorgängerverbände. Dies waren
- die 1993 gegründete Communauté de communes des Deux Chênes bestehend aus zwei Gemeinden,
- die 2002 gegründete Communauté de communes du Pays de Crussol bestehend aus fünf Gemeinden,
- eine 2005 gegründeter Verband gleichen namens (Rhône-Crussol), dem erst fünf und später sechs Gemeinden angehörten und der bereits 2011 mit der Communauté de communes du Pays de Crussol fusionierte.[3]

## Aufgaben
Zu den vorgeschriebenen Kompetenzen gehören die Entwicklung und Förderung wirtschaftlicher Aktivitäten und des Tourismus sowie die Raumplanung auf Basis eines Schéma de Cohérence Territoriale. Der Gemeindeverband bestimmt die Wohnungsbaupolitik. In Umweltbelangen betreibt er die Wasserversorgung, die Abwasserentsorgung, die Müllabfuhr und -entsorgung und ist für den Immissionsschutz zuständig. Er betreibt außerdem die Straßenmeisterei und den Schulbusverkehr. Zusätzlich baut und unterhält der Verband Kultur- und Sporteinrichtungen und fördert Veranstaltungen in diesen Bereichen.

## Mitgliedsgemeinden
Folgende 13 Gemeinden gehören der Communauté de communes Rhône Crussol an:
| Gemeinde                             | Einwohner 1. Januar 2022 | Fläche km² | Dichte Einw./km² | Code INSEE | Postleitzahl |
| ------------------------------------ | ------------------------ | ---------- | ---------------- | ---------- | ------------ |
| Alboussière                          | 1.026                    | 18,39      | 56               | 07007      | 07440        |
| Boffres                              | 618                      | 30,10      | 21               | 07035      | 07440        |
| Champis                              | 659                      | 16,34      | 40               | 07052      | 07440        |
| Charmes-sur-Rhône                    | 3.160                    | 5,95       | 531              | 07055      | 07800        |
| Châteaubourg                         | 232                      | 4,27       | 54               | 07059      | 07130        |
| Cornas                               | 2.397                    | 8,33       | 288              | 07070      | 07130        |
| Guilherand-Granges                   | 11.277                   | 6,55       | 1.722            | 07102      | 07500        |
| Saint-Georges-les-Bains              | 2.415                    | 14,11      | 171              | 07240      | 07800        |
| Saint-Péray                          | 7.591                    | 24,05      | 316              | 07281      | 07130        |
| Saint-Romain-de-Lerps                | 989                      | 14,14      | 70               | 07293      | 07130        |
| Saint-Sylvestre                      | 511                      | 15,16      | 34               | 07297      | 07440        |
| Soyons                               | 2.298                    | 7,90       | 291              | 07316      | 07130        |
| Toulaud                              | 1.701                    | 34,73      | 49               | 07323      | 07130        |
| Communauté de communes Rhône Crussol | 34.874                   | 200,02     | 174              | –          | –            |